# Sotteville
Sotteville är en kommun i departementet Manche i regionen Normandie i norra Frankrike. Kommunen ligger i kantonen Les Pieux som tillhör arrondissementet Cherbourg. År 2022 hade Sotteville 483 invånare.

## Befolkningsutveckling
Antalet invånare i kommunen Sotteville
| Referens: INSEE |